# جوش سربار الکتریکی

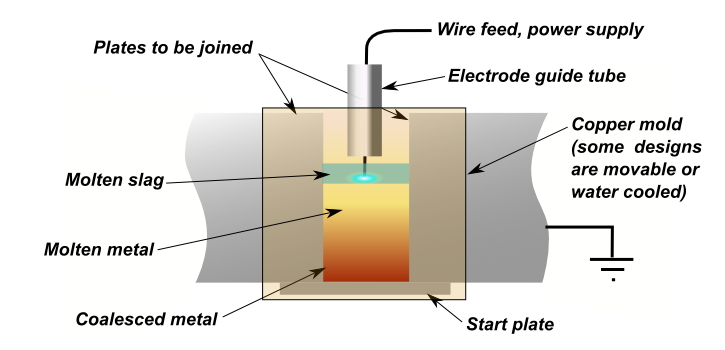

جوش سربار الکتریکی یک فرایند جوش با سرعت بالاست که برای قطعات نازک (از ۲۵ تا ۳۰۰ میلی‌متر) در جهت عمودی (یا نزدیک به جهت عمودی) به کار می‌رود. جوش سربار الکتریکی، از نظر فرایندی بسیار شبیه به جوش گاز الکتریکی (Electro Gas Welding) می‌باشد و تنها جهت جوشکاری آن متفاوت است.

## انواع فرایندهای جوشکاری
جوشکاری یکی از روش‌های مهم برای اتصال دائم است. تاکنون از بیش از چهل روش جوشکاری استفاده شده‌است که عمده‌ترین آن‌ها «روش جوش قوس الکتریکی» می‌باشد؛ که از بین آن‌ها چند روش متداول زیر بیش از بقیه استفاده می‌شوند:
جوشکاری با گاز محافظ و الکترود تنگستنی (Gas Tungsten Arc Welding/GTAW), (Tungsten Inert Gas/TIG)
جوشکاری پلاسما (Plasma Arc Welding/PAW)
جوشکاری قوسی با گاز محافظ (Gas Metal Arc Welding/GMAW), (Metal Inert Gas/MIG).
جوش قوس کربن (Carbon Arc Welding/CAW)
شارجوش قوس الکتریکی پودر (Flux Cored Arc Welding)

## معرفی فرایند
بیایید صفحهٔ نازک فلزی را در نظر بگیریم که می‌خواهیم آن‌ها را به صورت عمودی در طول لبه‌هایشان به هم متصل کنیم. برای این کار ابتدا این دو قطعه را به هم نزدیک می‌کنیم و سپس یک ورق پشتیبان در زیر این دو ورق و بینشان قرار می‌دهیم.
حال دو ورق منحنی شکل مسی را در دو طرف این دو قطعه محکم می‌کنیم تا تکان نخورد. این دو ورق از دو طرف فضای خالی بین این دو قطعه را پوشش می‌دهند. در مرحلهٔ بعد به کمک قیفی بزرگ؛ فلاکس الکترود را به صورت ذرات ریز گرانول شکل را در این محفظهٔ احاطه شده بین دو قطعه می‌ریزیم و سپس قیف را از بالای قطعات برمی‌داریم.
مادهٔ جوش سربار الکتریکی به دلیل اینکه فضای خالی زیادی را باید پر کند، نمی‌تواند به صورت الکترودهای جداگانه وجود داشته باشد. بهترین روش آن است که یک حلقهٔ چند متری از مس (به عنوان مثالی از الکترود) را از دستگاه نورد رد کرده و از آن مستقیماً به عنوان الکترود استفاده شود. این الکترود به دلیل قطر کمی که دارد درون یک لولهٔ راهنمای مصرف شونده قرار می‌گیرد.
بعد از مهیا کردن شرایط جوش سربار الکتریکی، یکی از قطعه‌هایی که می‌خواهیم متصل به قطعهٔ دیگر شود را به یک قطب از جریان DC وصل می‌کنیم و قطب دیگر آن را به لولهٔ راهنما (که دارای تماس با الکترود) است متصل می‌کنیم. با برقراری جریان برق مستقیم، مشاهده می‌شود که بین سیم الکترود مسی و ذرات گرانول، یک قوس التکریکی شکل می‌گیرد که باعث گرم شدن ذرات گرانول می‌شود. با وجود پایدار ماندن جریان، قوس الکتریکی رفته رفته ناپدید می‌شود و مشاهده می‌شود که تمام ذرات گرانول تبدیل به سربار مذاب (Molten Slag) شده‌اند.
رفته رفته حرارت این سربار مذاب بیشتر شده و در نتیجه باعث مذاب شدن الکترود (در اینجا سیم مسی)، لولهٔ راهنمای مصرف شونده و سطح دو قطعه می‌شود. در نتیجه استخری از فلز ذوب شده زیر سربار مذاب شکل خواهد گرفت؛ با بالا بردن دو ورق منحنی شکل مسی به آرامی سربار مذاب بالاتر آمده و حجم استخر مذاب بیشتر خواهد شد؛ انجماد این استخر مذاب باعث ایجاد جوشی پیوسته خواهد شد.
سربار مذاب، باعث می‌شود که ۱- یک فضای بسته برای جوشکاری به وجود بیاید (و در نتیجه مادهٔ جوش اکسیده نشود) ۲- انتقال حرارت پایدار شود ۳- از پاشش و پرتاب مذاب الکترود به بالا جلوگیری می‌کند. این‌ها دلایل استفاده از فلاکس‌ها در تمام انواع جوشکاری هستند که در این نوع از جوش، به صورت گرانول در محل پاشیده شده و سپس تبدیل به سربار مذاب شده‌است. مذاب شدن سطح قطعه به دلیل مقاومتی ست که قطعه در برابر جریان الکتریکی از خود نشان می‌دهد. در نتیجه به کار بردن این نوع جوش برای فلزاتی که مقاومت کمتری در برابر جریان الکتریکی نشان می‌دهند، زمان و انرژی بیشتری می‌خواهد.
این فرایند که به کمک سربار مذاب و تنها در جهت عمودی (از پایین به بالا) انجام می‌شود، جوش سربار الکتریکی نام دارد.

## پیشینه
پتنت این فرایند در ماه فوریه سال ۱۹۴۰ توسط رابرت کی هاپکنیز در کشور ایالات متحده ثبت شد. اما توسعهٔ آن عمدتاً در مؤسسهٔ پاتون در همان دهه در شوروی انجام گرفت. اولین استفادهٔ گسترده از این فرایند در ایالت شیکاگوی آمریکا در سال ۱۹۵۹ توسط شرکت جنرال موتورز برای ساختن موتورهای کشش صورت گرفت. در بین دهه‌های ۶۰ و ۸۰ قرن 19 میلادی، تخمین زده شد که تنها در کالیفرنیا، بیش از یک میلیون ابزار توسط روش سربار الکتریکی، جوش داده شده‌اند.
دو عدد از بزرگ‌ترین برج‌های کالیفرنیا –ساختمان بانک آمریکا در سان فرانسیسکو و برج‌های دوقلوی امنیت اقیانوس در لس آنجلس- با این نوع خاص از جوشکاری، ساخته شده‌اند.
زلزله‌های نورثبریج، ماساچوست و لوما پریتا یک آزمایش تمام عیار برای تمامی فرایندهای جوشکاری بود. در نتیجهٔ این دو زلزله، حتی یک شکست یا گسترش ترک در صدهاهزار سازهٔ ساخته شده با روش جوش سربار الکتریکی مشاهده نشد. این در حالیست که صنعت جوشکاری فولاد، تقریباً بیش از یک میلیارد دلار برای ترمیم ترک‌های گسترش یافته در هر سازهٔ ساختمانی خرج می‌کند.

## مزایا و محدودیت‌ها
از مزایای جوش سربار الکتریکی داشتن سرعت بالا در تشکیل استخر مذاب است. هم چنین با این نوع جوش می‌توان قطعات نازک را به هم متصل کرد. اتوماتیک بودن این فرایند، باعث این می‌شود که به کارگرهای مجرب و ماهر برای انجام این جوش نیاز نباشد و در نتیجه، هم هزینه‌های کمتری صورت می‌گیرد و هم کارگران از مشکلات سلامتی و ایمنی جوشکاری در امان می‌مانند.
برای متصل کردن دو قطعه با روش جوش سربار الکتریکی، تنها یک پاس جوش دادن کافی ست. به علاوه به دلیل متقارن بودن مادهٔ جوش حول محور میانی خودش، دچار گسیختگی زاویه ای نخواهد شد.
اما بعضی از معایب استفاده از جوش سربار الکتریکی، این موارد هستند:
جوشکاری تنها در یک راستا (راستای عمودی) و تنها در یک جهت (جهت رو به بالا) قابل انجام است.
دمای بالای ایجاد شده، تجهیزات خنک کنندهٔ کارآمد و گرانی می‌خواهد.
نرخ انجماد استخر مذاب موجود در زیر سربار مذاب بسیار پایین است و باعث محدودیت سرعت این روش تولید خواهد بود. به این نکته توجه شود که در انتخاب اندازه و جنس سیم الکترود، تابع عمق قطعات و فاصلهٔ آن دو قطعه از هم هستیم.